# Marino Carreras
Marino Bartolomé Carreras (fl. 1962), militar argentino que alcanzó el rango de general de brigada. Fue secretario de Guerra desde su designación el 2 de abril de 1962 hasta su renuncia el 25 del mismo mes y año ejerciendo brevemente este cargo durante el gobierno de José María Guido.

## Biografía
Durante la dictadura autodenominada «Revolución Libertadora», el 17 de febrero de 1956, Carreras fue interventor federal de la provincia de San Juan.
El 2 de abril de 1962, el presidente de facto José María Guido dio por aceptada la renuncia del secretario de Guerra Rosendo María Fraga (nieto) y designó al general de brigada Marino Carreras. El día 23 de ese mismo mes y año, Carreras renunció. Ocupó su puesto interinamente, el ministro secretario en el Departamento de Defensa Nacional Ernesto Jorge Lanusse.